# Belšinja vas
Belišnja vas je naselje u slovenskoj Općini Trebnju. Belišnja vas se nalazi u pokrajini Dolenjskoj i statističkoj regiji Jugoistočnoj Sloveniji. 

## Stanovništvo
Prema popisu stanovništva iz 2002. godine naselje je imalo 46 stanovnika.